# Pyrenula laii
Pyrenula laii är en lavart som beskrevs av Aptroot. Pyrenula laii ingår i släktet Pyrenula och familjen Pyrenulaceae.   Inga underarter finns listade i Catalogue of Life.